# San Ciriaco alle Terme Diocleziane (Kardinalstitel)
Der ehemalige Titel eines Kardinalpriesters von San Ciriaco alle Terme Diocleziane (lat.  Titulus Sancti Ciriaci in Thermis) wurde erstmals Ende des 5. Jahrhunderts erwähnt und von Papst Sixtus V. am 13. April 1587 mit der Apostolischen Konstitution Religiosa aufgehoben, da die zugehörige Kirche bereits seit den 1490er Jahren als aufgegeben geführt wurde. Zugleich wurde an der Kirche Santi Quirico e Giulitta der Titel des Kardinalpriesters von Santi Quirico e Giulitta neu geschaffen.
Als ersten Titelinhaber wird aufgrund einer Unterschrift unter ein Dokument des Jahres 499 ein im Übrigen unbekannter „Marciano“ geführt; letzter Titelinhaber war ab 1584 Alessandro Ottaviano de’ Medici, der auf den neuen Titel wechselte und dort bis zu seiner Option auf den Titel Santi Giovanni e Paolo verblieb.

## Geschichte
Papst Sixtus V. hatte bereits im Dezember 1586 mit der Apostolischen Konstitution Postquam verus das Kardinalskollegium grundlegend reformiert, nachdem dieses Thema zwar auf dem Konzil von Trient heftig diskutiert worden, aber ohne Lösung geblieben war. Er setzte die Höchstzahl der Kardinäle auf 70 fest, entsprechend der Anzahl der Ältesten Israels im Alten Testament. Diese Festlegung blieb bis 1963 bindend.
Mit der wenige Monate später erlassenen Konstitution „Religiosa“ konkretisierte Sixtus die Regelungen und ordnete auch die Titelbistümer, -kirchen und -diakonien neu. Insbesondere wurden die Titel abgeschafft, deren Kirchengebäude nicht mehr als solche genutzt oder „zu Ruinen“ geworden waren. Zu Letzteren gehörte auch die Titelkirchen von Alessandro de’ Medici, für den daraufhin der Titel auf die namensähnliche, erst wenige Jahre zuvor renovierte Kirche Santi Quirico e Giulitta übertragen wurde.

## Titelinhaber
Zwischen Marcello und Alessandro de’ Medici gab es 45 Kardinalpriester von San Ciriaco alle Terme Diocleziane, Bernardino Lunati war Kardinaldiakon pro illa vice. Die Quellenlage zu Titelinhabern vor dem 13. Jahrhundert ist dürftig; daher hier nur in der Tabelle kursiv gesetzt sind Namen und Daten der Pseudokardinäle bzw. Gegenpäpste:

| Name                           | Land       | Geboren           | Verstorben     | Ernennung 1        | durch Papst               | Anmerkungen |
| ------------------------------ | ---------- | ----------------- | -------------- | ------------------ | ------------------------- | --- |
| Alessandro Ottaviano de Medici | Italien    | 2. Juni 1535      | 27. Apr. 1605  | 9. Jan. 1584       | Sixtus V.                 | Kreiert im Konsistorium vom 12. Dezember 1583                                                                                           |
| Pedro de Deza                  | Spanien    | 26. März 1520     | 27. Aug. 1600  | 21. Februar 1578   | Gregor XIII.              | Kreiert im Konsistorium vom 21. Februar 1578 1584 Option auf den Titel von Santa Prisca Kardinalprotopriester                           |
| Vakant                         |            |                   |                | 1574–1580          |                           | |
| Giovanni Francesco Commendone  | Italien    | 17. März 1523     | 26. Dez. 1584  | 15. Nov. 1566      | Pius IV.                  | Kreiert im Konsistorium vom 12. März 1565 1574 Option auf den Titel von Santa Maria degli Angeli                                        |
| Ludovico Simonetta             | Italien    | um 1500           | 30. Apr. 1568  | 10. März 1561      | Pius IV.                  | Kreiert im Konsistorium vom 26. Februar 1561 1566 Option auf den Titel von Sant’Anastasia                                               |
| Giovanni Andrea Mercurio       | Italien    | 1518              | 2. Feb. 1561   | 18. Aug. 1553      | Pius IV.                  | Kreiert im Konsistorium vom 20. November 1551 1560 Option auf den Titel von San Marcello Erzbischof von Messina                         |
| Bernardino Maffei              | Italien    | 27. Jan. 1514     | 16. Juli 1553  | 10. Mai 1549       | Paul III.                 | Kreiert im Konsistorium vom 8. April 1549 Erzbischof von Chieti                                                                         |
| Gregorio Cortese OSB           | Italien    | 1483              | 21. Sep. 1548  | 16. Okt. 1542      | Paul III.                 | Kreiert im Konsistorium vom 2. Juni 1542                                                                                                |
| Pomponio Cecci                 | Italien    | vor 1500          | 4. Aug. 1542   | 12. Juni 1542      | Paul III.                 | Kreiert im Konsistorium vom 2. Juni 1542 Kardinalvikar                                                                                  |
| Pietro Bembo                   | Italien    | 20. Mai 1470      | 18. Jan. 1547  | 10. Nov. 1539      | Paul III.                 | Kreiert im Konsistorium vom 20. Dezember 1538 20. März 1538 Option auf den Titel von San Crisogono                                      |
| Girolamo Aleandro              | Italien    | 13. Feb. 1480     | 1. Feb. 1542   | 13. März 1538      | Paul III.                 | Kreiert In pectore im Konsistorium vom 22. Dezember 1536 publiziert im Konsistorium vom 13. März 1538 Erzbischof von Brindisi           |
| Giacomo Simonetta              | Italien    | 1475              | 1. Nov. 1539   | 31. Mai 1535       | Paul III.                 | Kreiert im Konsistorium vom 21. Mai 1535 Am 20. März 1538 Option auf den Titel von Sant’Apollinare alle Terme Neroniane-Alessandrine    |
| Francesco Cornaro (der Ältere) | Italien    | 1478              | 26. Sep. 1543  | 5. Sep. 1534       | Clemens VII.              | Kreiert im Konsistorium vom 20. Dezember 1527 Am 31. Mai 1535 Option auf den Titel Santa Prassede                                       |
| Agostino Spinola               | Italien    | um 1482           | 18. Okt. 1537  | 3. Aug. 1527       | Clemens VII.              | Kreiert im Konsistorium vom 3. Mai 1527 Am 5. September 1534 Option auf den Titel von Sant’Apollinare alle Terme Neroniane-Alessandrine |
| Scaramuccia Trivulzio          | Italien    | um 1465           | 3. Aug. 1527   | 6. Juli 1517       | Leo X.                    | Kreiert im Konsistorium vom 1. Juli 1517                                                                                                |
| Vakant                         |            |                   |                | 1511–1517          |                           | |
| Pietro Isvalies                | Italien    | Mitte 14. Jh.     | 22. Sep. 1511  | 5. Okt. 1500       | Alexander VI.             | Kreiert im Konsistorium vom 28. September 1500 1507 Option auf den Titel von Santa Pudenziana                                           |
| Bernardino Lunati              | Italien    | 1451 oder 1452    | 8. Aug. 1497   | 23. Sep. 1493      | Alexander VI.             | Kreiert im Konsistorium vom 20. September 1493 als Kardinaldiakon pro illa vice                                                         |
| Vakant                         |            |                   |                | 1486–1493          |                           | |
| Thomas Bourchier               | England    | 1404              | 30. März 1486  | 13. Mai 1468       | Paul II.                  | Kreiert im Konsistorium vom 18. September 1467                                                                                          |
| Vakant                         |            |                   |                | 1465–1468          |                           | |
| Dénes Szécsi                   | Ungarn     | 1440              | 1. Feb. 1465   | 8. Jan. 1440       | Eugen IV.                 | Kreiert im Konsistorium vom 18. Dezember 1439 Erzbischof von Esztergom                                                                  |
| Vakant                         |            |                   |                | 1430–1440          |                           | |
| Johann von Bucca               | Tschechien | um 1360           | 9. Okt. 1430   | 27. Mai 1426       | Martin V.                 | Kreiert im Konsistorium vom 24. Mai 1426 Bischof von Olmütz                                                                             |
| Matthäus von Krakau            | Italien    | u06 1330/40       | 5. März 1410   | 19. September 1408 | Gregor XII.               | Bischof von Worms |
| Cristoforo Maroni              | Italien    | vor 1387          | 4. Dez. 1404   | 18. Dezember 1389  | Bonifatius IX.            | Erzpriester der Vatikanischen Basilika                                                                                                  |
| Giovanni Piacentini            | Italien    | 1. Hälfte 14. Jh. | 9. Mai 1404    | 12. Juli 1385      | Clemens VII. (Gegenpapst) | Pseudokardinal |
| Niccoló Caracciolo Moschino    | Italien    | 1. Hälfte 14. Jh. | 29. Juli 1389  | 13. September 1378 | Urban VI.                 | Kardinalgroßpönitentiar |
| Bernard d'Albi                 | Italien    | vor 1300          | 23. Nov. 1350  | 18. Dezember 1338  | Benedikt XII.             | |
| Guillaume Teste                | Italien    | 2. Hälfte 13. Jh. | 25. Sep. 1326  | 23. Dezember 1312  | Clemens V.                | |
| Étienne de Suisy               | Italien    | 1. Hälfte 13. Jh. | 10. Dez. 1311  | 15. Dezember 1305  | Clemens V.                | |
| Vakant                         |            |                   |                | 1263–1305          |                           | |
| Riccardo di Montecassino OSB   | Italien    | 1. Hälfte 13. Jh. | 1. März 1262   | 1. Februar 1256    | Alexander IV.             | |
| Giovanni Domenico Trinci       | Italien    | Mitte 12. Jh.     | 1219           | 1213               | Innozenz III.             | |
| Vakant                         |            |                   |                | 1179–1213          |                           | |
| Lombardo                       | Italien    | 1. Hälfte 12. Jh. | 1179           | 1171               | Alexander III.            | |
| Niccolò                        | Italien    | Ende 11. Jh.      | 1. Apr. 1151   | 17. Dez. 1143      | Innozenz II.              | Kreiert als Kardinaldiakon 1140 |
| Rustico                        | Italien    | Ende 11. Jh.      | vor 1142       | 8. März 1129       | Honorius II.              | Kreiert als Kardinaldiakon von um 1128                                                                                                  |
| Oderisio, OSB                  | Italien    | 2. Hälfte 11. Jh. | 28. Aug. 1126  | März 1122          | Paschalis II.             | Kreiert als Kardinaldiakon von Sant'Agata alla subura um 1112                                                                           |
| Crisogono                      | Italien    | 2. Hälfte 11. Jh. | 1122           | 1117               | Paschalis II.             | |
| Domnizzone                     | Italien    | 2. Hälfte 11. Jh. | vor 1117       | 1105               | Paschalis II.             | |
| Crisogono                      | Italien    | Mitte 11. Jh.     | 1105           | 1099               | Paschalis II.             | |
| Romano                         | Italien    | Mitte 11. Jh.     | nach 1099      | um 1099            | Clemens III. (Gegenpapst) | Pseudokardinal |
| Giovanni                       | Italien    | Anfang 11. Jh.    | nach 1068      | 1067               | Alexander II.             | |
| Marinus                        | Italien    | vor 900           | Mai 946        | frühestens 939     | Stephan VIII.             | Kreiert in einem Konsistorium zwischen 939 und 942 30. Oktober 942 Wahl zum Papst                                                       |
| Leon                           | Italien    | 1. Hälfte 9. Jh.  | nach 867       | um 867             | Leo IV.                   | Dokumentiert erstmals zur Synode von 953                                                                                                |
| Leon                           | Italien    | 1. Hälfte 9. Jh.  | vor 867        | vor 853            | Leo IV.                   | Dokumentiert erstmals zur Synode von 953                                                                                                |
| Saxolo                         | Italien    | 1. Hälfte 8. Jh.  | frühestens 761 | vor 761            | Paul I.                   | |
| Procop                         | Italien    | 1. Hälfte 8. Jh.  | vor 761        | vor 745            | Zacharias                 | |
| Costantino                     | Italien    | vor 700           | vor 745        | vor 721            | Gregor II.                | |
| Aventinus                      | Italien    | 6. Jh.            | 6. Jh.         | 590                | Gregor I.                 | |
| Marcianus                      | Italien    | 5. Jh.            | 5. Jh.         | 494                | Gelasius I.               | |